# Левин, Аттила
Атти́ла Ле́вин (швед. Attila Levin, родился 8 ноября 1976 в Стокгольме, Швеция) — шведский боксёр-профессионал, выступавший в тяжёлой весовой категории. Бронзовый призёр чемпионата Европы (1996) среди любителей.

## Любительская карьера
Член Олимпийской сборной Швеции на Летних Олимпийских играх в Атланте, на которой уступил Владимиру Кличко в четвертьфинале.

## Профессиональная карьера
Аттила дебютировал на профессиональном ринге в 1997 году. Провёл 14 победных поединков подряд, преимущественно нокаутом в ранних раундах, и в 2000 году неожиданно проиграл нокаутом в первом раунде, джорнимену Рэймону Хейсу. Но после поражения снова стал побеждать, и провёл ещё 15 победных боёв подряд. Среди которых были выигранные бои В июле 2001 года с Рэем Остином, в 2002 году с Россом Пьюритти. В 2004 году проиграл нокаутом Джереми Уильямсу, и в 2005 проиграл нокаутом Николаю Валуеву. После третьего поражения, ушёл из бокса на три года. Вернулся в 2008 году, выиграл 5 поединков подряд, и проиграл нокаутом в 2011 году непобеждённому финну Роберту Хелениусу.